# Heterobapta plumellata
Heterobapta plumellata är en fjärilsart som beskrevs av Edward P. Wiltshire 1943. Heterobapta plumellata ingår i släktet Heterobapta och familjen mätare. Inga underarter finns listade i Catalogue of Life.